# Rudolf Wirski
Rudolf Wirski vel Vysloužil (ur. 1 kwietnia 1887 w Prościejowie, zm. po 1945) – podpułkownik kawalerii Wojska Polskiego, narodowości czeskiej. 

## Życiorys
W 1906 rozpoczął zawodową służbę wojskową w cesarsko-królewskiej Obronie Krajowej. Jego oddziałem macierzystym był 3 pułk ułanów OK w Rzeszowie. Na stopień podporucznika został mianowany w 1907. Później zostało mu nadane starszeństwo w stopniu podporucznika z dniem 1 listopada 1908. W szeregach 3 pułku ułanów OK (od 1917 – pułku strzelców konnych nr 3) wziął udział w mobilizacji sił zbrojnych Monarchii Austro-Węgierskiej, wprowadzonej w związku z wojną na Bałkanach (1912–1913), a następnie walczył na frontach I wojny światowej. W 1913 pełnił funkcję adiutanta pułku. Na stopień porucznika został mianowany ze starszeństwem z 1 maja 1913, a następnie na stopień rotmistrza ze starszeństwem z 1 sierpnia 1916.
W 1918 wziął udział w organizacji 9 pułku ułanów. 15 sierpnia 1919 został formalnie przyjęty do Wojska Polskiego z zatwierdzeniem posiadanego stopnia rotmistrza kawalerii ze starszeństwem od dnia 1 sierpnia 1916, zaliczony do I Rezerwy armii i powołany do służby czynnej na czas wojny. We wrześniu 1919 walczył na froncie polsko-bolszwickim, na odcinku Zwiahel–Kobyła, pełniąc funkcję dowódcy dywizjonu i zastępcy dowódcy 9 pułku ułanów, rotmistrza Józefa Dunin-Borkowskiego. W tym samym miesiącu został przeniesiony do 1 pułku Wojskowej Straży Granicznej w Łomży. Początkowo został członkiem komisji zakupu koni. Na początku listopada objął stanowisko dowódcy szwadronu zapasowego, a 13 grudnia 1919 dowództwo 1 szwadronu w Rajgrodzie. W lutym 1920 zawarł związek małżeński. 1 marca 1920 ponownie objął dowództwo szwadronu zapasowego. 9 lipca 1920 został przeniesiony z dniem 22 lipca tego roku do 5 pułku Strzelców Granicznych w Lesznie na stanowisko dowódcy III dywizjonu. 15 lipca 1920 został zatwierdzony z dniem 1 kwietnia 1920 w stopniu majora, w kawalerii, w grupie oficerów byłej armii austro-węgierskiej. W pułku pełnił służbę przez kilka tygodni. W tym czasie wyjechał za granicę na 14 dniowy urlop, udzielony mu z powodu śmierci matki. Na początku września 1920 został przeniesiony do 2 pułku Wojskowej Straży Granicznej w Częstochowie na stanowisku dowódcy II dywizjonu. W tym samym miesiącu na czele dywizjonu został skierowany w Karpaty.
1 czerwca 1921 pełnił służbę w 20 pułku ułanów. 3 maja 1922 został zweryfikowany w stopniu majora ze starszeństwem od 1 czerwca 1919 i 30. lokatą w korpusie oficerów jazdy (od 1924 – kawalerii). Później został przeniesiony do 7 pułku ułanów w Mińsku Mazowieckim, a 19 kwietnia 1923 przeniesiony do 1 pułku szwoleżerów w Warszawie. Później został wyznaczony na stanowisko zastępcy dowódcy 1 pułku szwoleżerów. 3 maja 1926 prezydent RP nadał mu stopień podpułkownika ze starszeństwem z dnia 1 lipca 1925 i 3. lokatą w korpusie oficerów kawalerii. W maju 1927 został przeniesiony do 17 pułku ułanów w Lesznie na stanowisko zastępcy dowódcy pułku. W marcu 1929 został zwolniony z zajmowanego stanowiska i oddany do dyspozycji dowódcy Okręgu Korpusu Nr VII, a z dniem 31 sierpnia tego roku przeniesiony w stan spoczynku.
We wrześniu 1939 nie został zmobilizowany, ale dostał się do niemieckiej niewoli i został osadzony w Oflagu VII A Murnau.

## Ordery i odznaczenia
- Medal Pamiątkowy za Wojnę 1918–1921
- Medal Dziesięciolecia Odzyskanej Niepodległości
- Krzyż Oficerski Orderu Gwiazdy Rumunii[28]

austro-węgierskie
- Krzyż Zasługi Wojskowej 3 klasy z dekoracją wojenną i mieczami[32]
- Srebrny Medal Zasługi Wojskowej z mieczami na wstążce Krzyża Zasługi Wojskowej[32]
- Brązowy Medal Zasługi Wojskowej z mieczami na wstążce Krzyża Zasługi Wojskowej[32]
- Krzyż Jubileuszowy Wojskowy[7]
- Krzyż Pamiątkowy Mobilizacji 1912–1913[7]